# 董阳 (刘宋)
董阳，南豫州西阳县（今河南省光山县西）人，南北朝刘宋时人物。
董阳的家里三代人同住在一起，对外没有分门立户，家内也不分灶易炊。元嘉七年（430年），南豫州推举董阳的节行给朝廷。宋文帝下诏，在他家大门上方挂上匾额，题字为笃行董氏之闾，免除他一家的赋税。